# Las Bebelamas de Sataya
Las Bebelamas de Sataya är en ort i Mexiko.   Den ligger i kommunen Navolato och delstaten Sinaloa, i den västra delen av landet, 1 100 km nordväst om huvudstaden Mexico City. Las Bebelamas de Sataya ligger 10 meter över havet och antalet invånare är 226.
Terrängen runt Las Bebelamas de Sataya är mycket platt. Runt Las Bebelamas de Sataya är det ganska tätbefolkat, med 155 invånare per kvadratkilometer. Närmaste större samhälle är Navolato, 17,6 km norr om Las Bebelamas de Sataya. Trakten runt Las Bebelamas de Sataya består till största delen av jordbruksmark.